# MSPO
MSPO (пол. Międzynarodowy Salon Przemysłu Obronnego) — виставка військового обладнання, що відбувається щорічно в місті Кельці, Польща з 1993 року. У 2022 році виставка розмістила понад 600 експонентів з понад 30 країн, на ній побувало понад 19 000 відвідувачів. Вона вважається третьою за величиною виставкою зброї в Європі після Eurosatory в Парижі та DSEI у Лондоні, і є найбільшою в Центральній та Східній Європі.

## Історія
Міжнародна виставка оборонної промисловості організовується щорічно в Кельцях з 1993 року. Спочатку в ролі організатора виступала Свєнтокшиська агенція з регіонального розвитку, з 2001 року — виставковий центр Targi Kielce. Виставка організована у співпраці з Міністерством національної оборони та Польською зброярською групою, яка є її стратегічним партнером. Почесний патронат над MSPO здійснює Президент Республіки Польща.
MSPO присвячена новітнім військовим технологіям, озброєнню та продукції для армії. Тут демонструється бронетехніка, вогнепальна зброя, ракетна зброя, вибухівка, обладнання військ РХБЗ, протиповітряної оборони, ВМФ, поліції, прикордонних військ, пожежної охорони, цивільної оборони, транспортна техніка, радіоелектронне та оптико-електронне обладнання, а також метрологічні прилади.
У чотириденній виставці беруть участь представники Війська Польського, Поліції, Міністерства національної оборони, Міністерства внутрішніх справ та управління та уряду Польщі, а також іноземні делегації представників армій країн НАТО та інших збройних сил, акредитовані в Польщі військові аташе, посли та представники установ і організацій, пов'язаних з обороною та безпекою держав. Захід відвідують делегації найбільш обороноспроможних держав світу, таких як: Австрія, Бельгія, Велика Британія, Данія, Ізраїль, Індія, Іспанія, Італія, Нідерланди, Німеччина, Норвегія, Південна Корея, Польща, Росія, США, Туреччина, Україна, Чехія, Швейцарія, Швеція, Фінляндія і Франція.
Найкращі представлені на виставці продукти отримують нагороди. Серед іншого, це нагорода президента, спеціальна нагорода міністра національної оборони, нагорода DEFENDER та нагороди й відзнаки інших міністерств.
На першій виставці у 1993 році було, серед іншого, представлено танк PT-91 та прототипи броньованих машин BWP-40 і МТЛБ-23М.

## Показники
Кількість експонентів:[джерело?]
- 1993 — 85 з 5 країн
- 1994 — 160 з 8 країн
- 1995 — 150 з 11 країн
- 1996 — 114 з 11 країн
- 1997 — 172 з 19 країн
- 1998 — 226 з 23 країн
- 1999 — 250 з 22 країн
- 2000 — 260 з 17 країн
- 2001 — 250 з 21 країни
- 2002 — 237 з 20 країн
- 2003 — 272 з 22 країн
- 2004 — 283 з 22 країн
- 2005 — 300 з 19 країн
- 2006 — 344 з 23 країн
- 2007 — 364 з 21 країни
- 2008 — 390 з 22 країн
- 2009 — 365 з 27 країн
- 2010 — 360 з 25 країн
- 2011 — 385 з 20 країн
- 2012 — 396 з 29 країн
- 2013 — 394 з 24 країн
- 2014 — 500 з 27 країн
- 2015 — 568 з 30 країн
- 2016 — 614 з 30 країн
- 2017 — 618 з 27 країн
- 2018 — 624 з 31 країни
- 2019 — 610 з 31 країни
- 2020 — 185 з 15 країн
- 2021 — 400 з 27 країн
- 2022 — 613 з 33 країн

## Національні виставки
Традиційними на MSPO стали презентації потенціалу ОПК окремих країн.
- 2004 — Німеччина
- 2005 — Франція (40 компаній)
- 2006 — Ізраїль
- 2007 — США (31 компанія, включаючи Lockheed Martin, Boeing і Sikorsky)
- 2008 — Швеція
- 2009 — Країни Вишеградської групи
- 2010 — Велика Британія
- 2012 — Італія
- 2013 — Туреччина
- 2014 — Франція
- 2015 — Норвегія
- 2016 — Польща
- 2017 — Південна Корея
- 2018 — Польща
- 2019 — США
- 2020 — Велика Британія
- 2021 — Польща
- 2022 — Туреччина